# Чемпіонат СРСР з хокею із шайбою 1979—1980
34-й чемпіонат СРСР з хокею із шайбою проходив з 18 вересня 1979 року по 10 травня 1980 року. У змаганні брали участь дванадцять команд. Переможцем став клуб ЦСКА. Найкращий бомбардир — Сергій Макаров (68 очок).

## Вища ліга
| М  | Команда                      | І  | В  | Н  | П  | Ш       | О  |
| -- | ---------------------------- | -- | -- | -- | -- | ------- | -- |
|    | ЦСКА                         | 44 | 39 | 2  | 3  | 306-118 | 80 |
|    | «Динамо» Москва              | 44 | 33 | 1  | 10 | 235-127 | 67 |
|    | «Спартак» Москва             | 44 | 28 | 5  | 11 | 195-140 | 61 |
| 4  | «Крила Рад» (Москва)         | 44 | 22 | 5  | 17 | 172-149 | 49 |
| 5  | «Торпедо» (Горький)          | 44 | 20 | 4  | 20 | 175-173 | 44 |
| 6  | «Сокіл» (Київ)               | 44 | 14 | 12 | 18 | 146-161 | 40 |
| 7  | «Трактор» (Челябінськ)       | 44 | 17 | 6  | 21 | 139-162 | 40 |
| 8  | «Динамо» (Рига)              | 44 | 16 | 4  | 24 | 134-162 | 36 |
| 9  | «Хімік» (Воскресенськ)       | 44 | 15 | 6  | 23 | 138-174 | 36 |
| 10 | «Іжсталь» Іжевськ            | 44 | 9  | 8  | 27 | 143-229 | 26 |
| 11 | СКА (Ленінград)              | 44 | 10 | 6  | 28 | 128-233 | 26 |
| 12 | «Автомобіліст» (Свердловськ) | 44 | 8  | 7  | 29 | 139-222 | 23 |

Скорочення: М = підсумкове місце, І = ігри, В = перемоги, Н = нічиї, П = поразки, Ш = закинуті та пропущені шайби, О = набрані очки

### Склад чемпіонів
Золоті нагороди переможців чемпіонату СРСР отримали:
- воротар — Владислав Третьяк;
- захисники — Сергій Бабінов, Олексій Волченков[ru], Сергій Гімаєв[ru], Олексій Касатонов, Володимир Лутченко, Сергій Стариков, В'ячеслав Фетісов;
- нападники — Володимир Крутов, В'ячеслав Анісін, Гельмут Балдеріс, Олександр Волчков[ru], Ірек Гімаєв[de], Микола Дроздецький, Віктор Жлуктов, Сергій Капустін, Олександр Лобанов, Сергій Макаров, Борис Михайлов, Володимир Петров, Валерій Харламов.

Старший тренер — Віктор Тихонов. Тренери — Віктор Кузькін, Юрій Мойсеєв.
Протягом турніру за команду також грали: воротарі — Олександр Тижних, Дмитро Саприкін; захисник — Геннадій Циганков; нападники — Олександр Зибін, Михайло Васильєв, Андрій Хомутов.

## Найкращі бомбардири
1. Сергій Макаров (ЦСКА) — 68 очок (29+39).
2. Гельмут Балдеріс («Динамо» Рига) — 61 (26+35).
3. Віктор Шалімов («Спартак» Москва) — 53 (34+19).
4. Михайло Варнаков («Торпедо» Горький) — 50 (30+20).
5. Борис Михайлов (ЦСКА) — 50 (27+23).
6. Микола Дроздецький (ЦСКА) — 49 (31+18)
7. Олександр Скворцов («Торпедо» Горький) — 49 (24+25)
8. Олександр Голиков («Динамо» Москва) — 46 (29+17)
9. Петро Природін[ru] («Динамо» Москва) — 45 (27+18)
10. Борис Александров («Спартак») — 45 (22+23)

## Призи та нагороди
| Нагорода                     | Переможець                                                  |
| ---------------------------- | ----------------------------------------------------------- |
| Найкращий хокеїст сезону     | Сергій Макаров (ЦСКА)                                       |
| Приз справедливої гри        | «Динамо» Москва                                             |
| Приз імені Всеволода Боброва | ЦСКА                                                        |
| Три бомбардири               | Борис Михайлов — Валерій Харламов — Володимир Крутов (ЦСКА) |

## Перехідний турнір
| М | Команда               | І | В | Н | П | Ш     | О |
| - | --------------------- | - | - | - | - | ----- | - |
| 1 | «Салават Юлаєв» (Уфа) | 6 | 3 | 1 | 2 | 29-22 | 7 |
| 2 | СКА (Ленінград)       | 6 | 3 | 1 | 2 | 21-25 | 7 |
| 3 | «Іжсталь» Іжевськ     | 6 | 3 | 0 | 3 | 29-30 | 6 |
| 4 | «Кристал» Саратов     | 6 | 2 | 0 | 4 | 26-28 | 4 |

## «Сокіл»
Статистика гравців українського клубу в чемпіонаті:
| Воротарі: Юрій Шундров — 34 (108п), Костянтин Гаврилов — 18 (53п). Захисники: Володимир Андрєєв — 43 (5+9), Микола Ладигін — 38 (2+7), Сергій Борисов — 42 (2+4), Юрій Парфілов — 18 (2+2), Сергій Алексєєв — 26 (0+4), Валерій Сидоров — 43 (2+1), Сергій Горбушин — 40 (0+3), Олександр Сеуканд — 13 (1+0), Олег Васюнін — 6 (1+0), Олег Подузов — 19 (0+0). Нападники: Володимир Бабашов — 44 (21+13), Сергій Давидов — 43 (21+10), Анатолій Дьомін — 44 (17+9), Вадим Сибірко — 41 (11+11), Равіль Гатаулін — 40 (12+4), Анатолій Данько — 43 (10+6), Вячеслав Комраков — 42 (6+10), Костянтин Євстропов — 37 (7+8), Олег Ісламов — 39 (10+3), Володимир Швецов — 31 (8+2), Євген Шастін — 9 (6+0), Олександр Власов — 13 (2+1), Микола Свистухін — 2 (0+1), Юрій Бабенко — 5 (0+0), Сергій Земченко — 1 (0+0). Старший тренер — Анатолій Богданов; тренери — Броніслав Самович, Олександр Фадєєв. |

## Перша ліга
| М  | Команда                   | І  | В  | Н | П  | Ш       | О  |
| -- | ------------------------- | -- | -- | - | -- | ------- | -- |
| 1  | «Динамо» Мінськ           | 60 | 41 | 8 | 11 | 290-181 | 90 |
| 2  | «Салават Юлаєв» (Уфа)     | 60 | 41 | 6 | 13 | 303-158 | 88 |
| 3  | «Кристал» Саратов         | 60 | 40 | 7 | 13 | 282-147 | 87 |
| 4  | «Сибір» Новосибірськ      | 60 | 34 | 5 | 21 | 263-228 | 73 |
| 5  | СК ім. Урицького (Казань) | 60 | 33 | 6 | 21 | 244-212 | 72 |
| 6  | «Дизелист» Пенза          | 60 | 32 | 5 | 23 | 236-205 | 69 |
| 7  | «Локомотив» Москва        | 60 | 30 | 4 | 26 | 259-213 | 64 |
| 8  | СКА Новосибірськ          | 60 | 28 | 6 | 26 | 281-284 | 62 |
| 9  | «Молот» Перм              | 60 | 25 | 9 | 26 | 224-204 | 59 |
| 10 | «Бінокор» Ташкент         | 60 | 25 | 5 | 30 | 228-233 | 55 |
| 11 | «Металург» Челябінськ     | 60 | 23 | 6 | 31 | 229-282 | 52 |
| 12 | «Торпедо» Тольятті        | 60 | 23 | 3 | 34 | 216-267 | 49 |
| 13 | «Рубін» Тюмень            | 60 | 19 | 7 | 34 | 173-254 | 45 |
| 14 | «Шахтар» Прокоп'євськ     | 60 | 18 | 6 | 36 | 188-305 | 42 |
| 15 | «Шинник» Омськ            | 60 | 12 | 7 | 41 | 196-277 | 31 |
| 16 | «Латвіяс Берзс» Рига      | 60 | 8  | 6 | 46 | 167-329 | 22 |

Найкращий снайпер: Геннадій Маслов (СК ім. Урицького) — 61 шайба.